# Impossible Remixes
Impossible Remixes er et remixalbum af den australske sangerinde Kylie Minogue. Det blev udgivet af Mushroom Records den 10. august 1998 kun i Australien. Albummet indeholder remixer og sanger fra Minogues sjette album Impossible Princess (1997).

## Sporliste
CD 1
1. "Too Far" (Brothers in Rhythm Mix) – 10:21
2. "Breathe" (TNT Club Mix) – 6:45
3. "Did It Again" (Trouser Enthusiasts' Goddess of Contortion Mix) – 10:22
4. "Breathe" (Tee's Freeze Mix) – 6:59
5. "Some Kind of Bliss" (Quivver Mix) – 8:39

CD 2
1. "Too Far" (Junior Vasquez Mix) – 11:44
2. "Did It Again" (Razor n Go Mix) – 11:21
3. "Breathe" (Sash! Club Mix) – 5:20
4. "Too Far" (Brothers in Rhythm Dub Mix) – 8:31
5. "Breathe" (Nalin & Kane Remix) – 10:11